# Pieter Winsemius
Pieter Winsemius (Voorburg, 7 maart 1942) is een Nederlandse bedrijfskundige, publicist en voormalig politicus.

## Biografie
Winsemius is de zoon van econoom Albert Winsemius. Opgeleid als natuurkundige in Leiden en afkomstig uit het bedrijfsleven (adviesbureau McKinsey) was hij namens de VVD minister van VROM in het eerste kabinet-Lubbers (1982-1986). Hij wist als betrekkelijk jonge minister een belangrijke milieuwetgeving tot stand te brengen, waaronder een regeling voor de milieueffectrapportage. Hij gaf verder een wettelijke basis aan de planologische kernbeslissing. Na zijn ministerschap werd hij voorzitter van de Vereniging tot behoud van Natuurmonumenten in Nederland. Sinds oktober 1999 is Winsemius onder meer bijzonder hoogleraar management duurzame ontwikkeling aan de Universiteit van Tilburg.
In 2004 verscheen van Winsemius het boek Je gaat het pas zien als je het doorhebt, dat de nummer 1-positie bereikte in De Bestseller 60. Op 22 september 2006 werd hij opnieuw minister van VROM. Hij volgde tijdelijk de afgetreden minister Sybilla Dekker op in het derde kabinet-Balkenende, waar ook al de minister van Justitie Piet Hein Donner was vervangen door Ernst Hirsch Ballin. Vanwege het aantreden van een nieuwe regeringsploeg kwam hieraan op 22 februari 2007 een einde. Sinds april 2007 is hij lid van de Wetenschappelijke Raad voor het Regeringsbeleid.
Pieter Winsemius heeft diverse boeken over management en allerlei maatschappelijke kwesties geschreven. Een van de bekendste was Speel nooit een uitwedstrijd (1988) waarin hij leidinggeven vergeleek met professioneel voetballen. In de jaren tachtig was Pieter Winsemius co-presentator van het televisieprogramma Aktua in Bedrijf van de TROS.
Op 7 maart 2009 werd Pieter Winsemius gekozen als meest invloedrijke duurzame Nederlander in de door dagblad Trouw en omroep LLink opgestelde ranglijst "de Duurzame 100".
Van 2015 tot 2020 was Winsemius de eerste voorzitter van het BOA-platform, een afstemmings- en samenwerkingsorgaan op het terrein van Handhaving, Toezicht en Veiligheid.

## Onderscheidingen
- Ridder in de Orde van de Nederlandse Leeuw (26 augustus 1986)
- Eredoctoraat (dr.h.c.) in de technische wetenschappen van de Technische Universiteit Delft (22 januari 1992)
- Commandeur in de Orde van Oranje-Nassau (21 november 2012)[1]

### Bestseller 60
| Boeken met noteringen in de Nederlandse Bestseller 60 | Jaar van verschijnen | Datum van binnenkomst | Hoogste positie | Aantal weken | Opmerkingen |
| ----------------------------------------------------- | -------------------- | --------------------- | --------------- | ------------ | ----------- |
| Je gaat het pas zien als je het doorhebt              | 2004                 | 12-05-2004            | 1(1wk)          | 54           |             |
| Je gaat het pas zien als je het doorhebt. WK-editie   | 2006                 | 21-06-2006            | 20              | 2            |             |
| Toeval is logisch                                     | 2012                 | 09-05-2012            | 22              | 7            |             |